# Nagoya Challenger 1995
Il Nagoya Challenger 1995 è stato un torneo di tennis facente parte della categoria ATP Challenger Series nell'ambito dell'ATP Challenger Series 1995. Il torneo si è giocato a Nagoya in Giappone dal 17 al 23 aprile 1995 su campi in cemento indoor.

## Vincitori

### Singolare
Scott Draper ha battuto in finale  Shūzō Matsuoka con il punteggio di 6–3, 6–7, 6–4

### Doppio
Leander Paes /  Kevin Ullyett hanno battuto in finale  Joshua Eagle /  Andrew Kratzmann con il punteggio di 7–6, 7–5